# Познанський технічний університет
Познанський технічний університет (пол. Politechnika Poznańska) — польський державний університет з технічним профілем в Познані. Датою заснування університету вважається 1919 рік, хоча статус технічного університету політехнічного характеру йому надав уряд Польщі лише 1955 року.
В 1995 Познанський технічний університет став першим польським університетом, який став членом Конференції європейських шкіл передового машинобудування (Conference of European Schools for Advanced Engineering) — організації, що об'єднує кращі технічні університети Європи. Університет є також учасником програми обміну студентами між університетами по всій Європі.
Студенти університету кілька разів (у 2001—2004 роках) займали призові місця у всесвітніх змаганнях з проектування комп'ютерних систем, організованих IEEE Computer Society, а також в Imagine Cup, організованому Microsoft. У 2004 році група випускників, що діяла як незалежна команда, виявила надзвичайно серйозну помилку в коді Windows і співпрацювала з Microsoft у підготовці відповідних виправлень для її усунення.
З 2007 року в Познанському технічному університеті у партнерстві з IBM працює Центр Eclipse, забезпечуючи підтримку та працюючи над платформою програмування.

## Історія

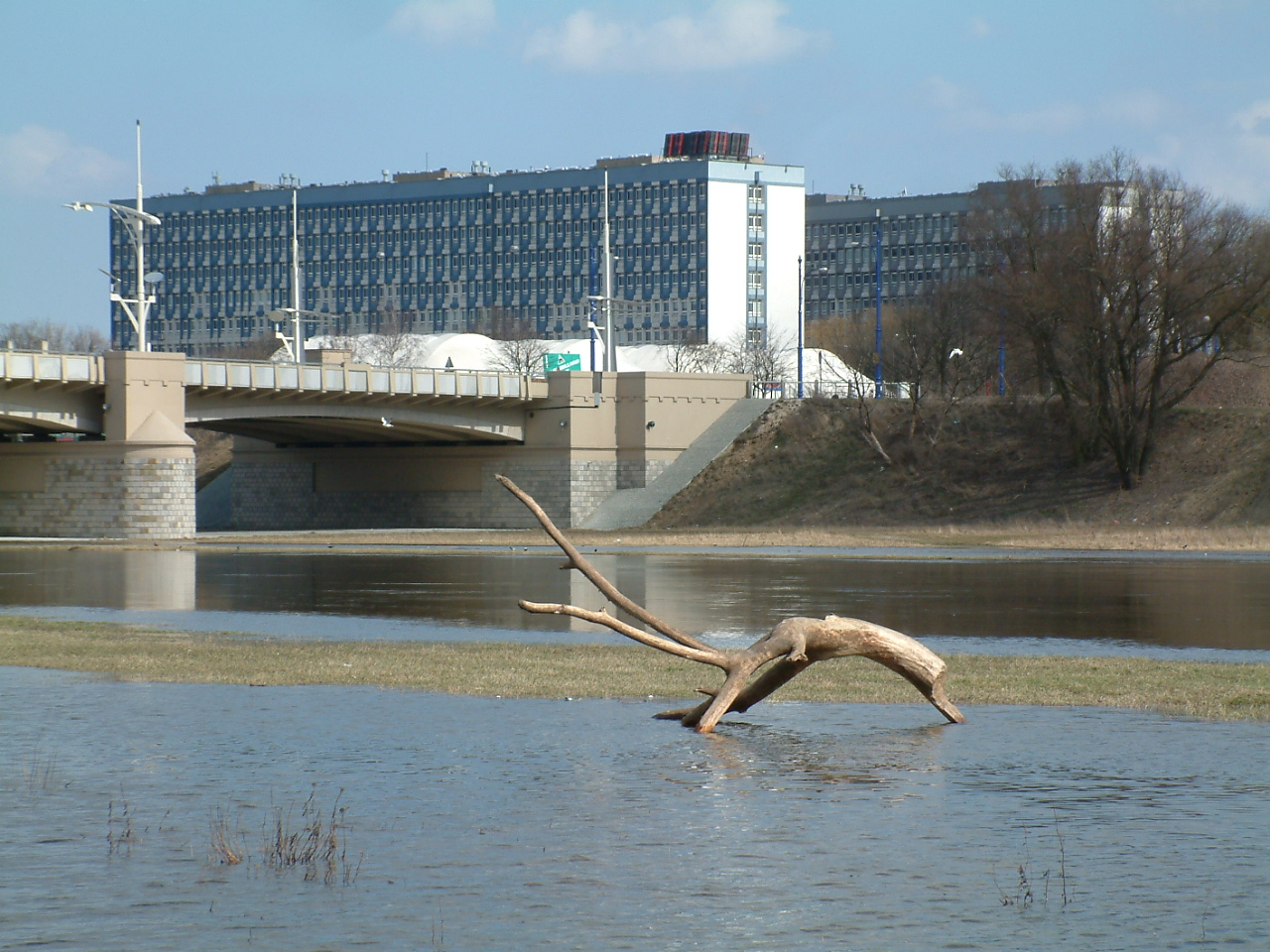
Вид на кампус і міст Святого Роху

У 1919 році з ініціативи Верховної ради під час Великопольського повстання було створено та розпочало свою діяльність державне вище машинобудівне училище. У 1929 році було створено факультет електротехніки, назва змінилася на «Державна вища школа машинобудування та електротехніки». У такому вигляді школа діяла до початку Другої світової війни.
В 1937 році міністерство офіційно погодилося створити політехнічний університет у Познані, але Друга світова війна зруйнувала ці плани. Після її завершення школа у 1945 році була перетворена на Інженерне училище. Однак у той же час було зроблено зусилля щодо створення повноцінного академічного технічного університету в Познані. На жаль, брак викладачів, відсутність лабораторних приміщень дозволили створити лише Інженерне училище з факультетами машинобудування, електротехніки та будівництва. У такому вигляді школа діяла до середини 50-х років.
До 1955 року навчання було трирічним. У 1955 році Інженерну школу було перейменовано на Познанський технічний університет. Найважливішою зміною у структурі стало запровадження у 1970 році інститутської системи: на кожному факультеті було створено два чи три інститути замість колишніх кафедр. 1968 року було створено хімічний факультет, 1997 року — факультет технічної фізики, 1999 року — факультет архітектури, 2001 року — факультет комп'ютерних наук та менеджменту, а 2006 року — факультет електроніки та телекомунікацій. У 2010 році було реорганізовано факультет комп'ютерних наук та менеджменту, потім було створено два факультети: факультет комп'ютерних наук та факультет інженерії управління.
До кінця 2019 року Познанський технічний університет складався із десяти факультетів. З 1 січня 2020 року у Познанському технічному університеті 9 факультетів із 31 напрямком навчання. В університеті працює понад тисячу академічних викладачів.
Поступово кількість студентів вищих навчальних закладів зростала, досягнувши до середини 90-х років у середньому близько 15-16 тис. З 2006 року кількість студентів не збільшується понад 20 тис., оскільки вуз вичерпав свої можливості щодо розширення викладацької діяльності. Подальше збільшення кількості студентів буде можливим лише після реалізації планів розширення.

## Факультети та напрями навчання
- Факультет архітектури
  - Архітектура
  - Дизайн інтер'єру
- Факультет автоматичного управління, робототехніки та електротехніки
  - Автоматизація та робототехніка
  - Електротехніка
  - Математика у техніці
- Факультет комп'ютерних наук та телекомунікацій
  - Інформатика
  - Біоінформатика
  - Штучний інтелект
  - Електроніка та телекомунікації
  - Телеінформатика
- Факультет цивільного будівництва та транспорту
  - Будівництво
  - Екологічне будівництво
  - Будівництво та експлуатація транспортних засобів
  - Авіація та космонавтика
  - Транспорт
- Факультет матеріалознавства та технічної фізики
  - IT освіта
  - Технічна фізика
  - Матеріальна інженерія
- Факультет машинобудування
  - Біомедична інженерія
  - Інженерна справа
  - Мехатроніка
  - Управління та виробнича інженерія
- Факультет екології та енергетики
  - Інженерія довкілля
  - Енергетика
  - Промислова та відновлювана енергія
  - Авіаційна техніка
- Факультет менеджменту
  - Логістика
  - Управлінська інженерія
  - Техніка безпеки
- Факультет хімічної технології
  - Хімічна та технологічна інженерія
  - Хімічна технологія
  - Технології захисту довкілля
  - Фармацевтична інженерія

### Повноваження
Університет має 19 повноважень з присвоєння наукового ступеня доктора філософії з 16 дисциплін і 12 повноважень з присвоєння наукового ступеня доктора з габілітацією з 10 дисциплін. У 2019 році у зв'язку з реформою вищої освіти було створено Докторантуру Познанського технічного університету.

### Рейтинг
Протягом багатьох років університет входить до числа провідних технічних університетів Польщі та Європи.
Університет входить до десятки найкращих політехнічних шкіл Польщі. У 2020 році був визнаний найкращим у Польщі за спеціальністю «Логістика», другим — за факультетами автоматизації та робототехніки, третім — за дисциплінами: інформаційні технології, хімічна інженерія та виробнича інженерія. Усі спеціальності університету входять до десятки найкращих у Польщі. Університет також посів 1-е місце у Польщі та 314-е місце у світі з дисциплін інформатики та електроніки.
Університет також входить до рейтингу найкращих університетів світу. У 2017 році він був включений до цієї ексклюзивної групи завдяки своїм науковим досягненням у двох дисциплінах (IT та матеріалознавство), у 2018 році — у трьох дисциплінах (хімічна інженерія, машинобудування та матеріалознавство), а у 2019 році ця нагорода була присуджена університету з двох дисциплін (інформатика та матеріалознавство).

## Розвиток

### Технічна бібліотека та лекційний центр
Після кількох років інвестиційної стагнації університет зробив зусилля щодо залучення нових інвестицій, запустивши у 1999 році архітектурний конкурс на розробку концепції Лекційного центру та Технічної бібліотеки на правому березі річки Варта.
Було вибрано проект архітектурної студії Fikus, що передбачав будівництво будівлі з трьох частин (лекційний центр, студентський культурний центр, головна бібліотека) з трьома проходами, що розділяють ці частини, що виходять від круглої площі перед головними входами.
Першою частиною став Лекційний центр, який був зданий в експлуатацію на рубежі 2004—2005 років. Однак у 2006 році реалізація двох інших частин будівлі була поставлена під сумнів через брак власних коштів університету, що призвело до необхідності змінити концепцію. Проект комплексу, модифікований та адаптований до реалій 2007 року, передбачав, що у 2007—2012 роках поряд із Лекційним центром буде збудовано будинки: Факультет комп'ютерних наук та менеджменту (на місці Центру студентської культури) та Технічна бібліотека (після зміни назви Основної бібліотеки).
У рамках модифікації було скорочено корисний простір, призначений для бібліотеки, а другий поверх став доступним для дослідницьких ініціатив Інституту інформатики. Тоді ж назву Лекційного центру було змінено на Лекційний та Конференц-центр .
Заплановане будівництво не було реалізовано, і, як наслідок, на рубежі 2007/2008 років концепцію знову змінили. Після другої модифікації концепція повернулася до вихідних припущень, але зі зміненою прикладною програмою в частині, призначеній для Технічної бібліотеки, ще раз обмеживши площу, призначену для бібліотеки, на користь кількох лекційних залів місткістю від 30 до 90 осіб. Після другої модифікації концепції будівля була перейменована в Технічну бібліотеку та лекційний центр. Будівництво відновлено у 2008 році та завершено у 2010 році.

### Центр мехатроніки, біомеханіки та наноінженерії
У 2009 році розпочалося будівництво Центру мехатроніки, біомеханіки та наноінженерії. Передбачається, що у будівлі будуть розміщені інститути та заводи 5 факультетів Технологічного університету. Кожному з п'яти поверхів відведено окремий дослідницький та навчальний напрямок: 1-й та 2-й поверхи — матеріалознавство, 3-й поверх — мехатроніка, 4-й поверх — наноінженерія та 5-й поверх — біомеханіка. Загальна кількість навчальних місць в аудиторіях та лабораторіях має становити майже 4000. Будівлю здано в експлуатацію у листопаді 2011 році.

### Центр хіміко-технологічного факультету
Як перша інвестиція в цьому напрямку в 2011 році будівництво нового корпусу хіміко-технологічного факультету. У центрі класи на 2200 місць та 70 дослідницьких лабораторій. Нова будівля дозволила об'єднати ресурси хіміко-технологічного факультету в одному об'єкті. Будівництво було завершено наприкінці 2013 року.

### Спортивний зал
У 2015 році новий спортивний зал вмістив три повнорозмірні баскетбольні майданчики та майже 7000 квадратних метрів різних поверхонь. На об'єкті є спортивні майданчики, призначені для занять з наступних дисциплін: гандбол, футзал, баскетбол, волейбол, корфбол, бадмінтон флорбол, теніс. Є також кімната першої допомоги та фізіотерапії, допінг-контролю, приміщення для аеробіки та фітнесу, гребних тренажерів, зали бойових мистецтв (дзюдо, тхеквон-до, айкідо), а також тренажерний зал.

### Факультет архітектури та менеджменту
Також було збудовано будинок для факультетів архітектури та управління, зданий в експлуатацію на початку 2020 року. Університет планує звести й інші будинки.